# Geostachys sumatrana
Geostachys sumatrana là một loài thực vật có hoa trong họ Gừng. Loài này được Theodoric Valeton mô tả khoa học đầu tiên năm 1921.

## Phân bố
Loài này tìm thấy ở phía bắc (núi Sibayak) miền trung đảo Sumatra, Indonesia. Môi trường sống là rừng nguyên sinh, ở cao độ 1.500-1.700 m.